# 郭寶崑
郭寶崑（英語：Kuo Pao Kun；1939年—2002年9月10日）是新加坡的劇作家、劇場導演及藝術活動家，曾創作並導演中文與英文戲劇。他在新加坡創辦了三所藝術與戲劇中心，並舉辦多場戲劇研討會與工作坊，同時指導新加坡及外國的導演與藝術工作者。
郭寶崑被本地與國際公認為新加坡劇場的先驅，並於1990年獲頒新加坡文化獎，以表彰他對本地劇場的貢獻。他的劇作以鮮明的戲劇性與社會評論著稱，常運用簡潔的隱喻，並融合多元文化主題，作品曾在本地與國際舞台上演出。

## 早年
郭寶崑於1939年出生於中華民國河北省，父親是郭鳳亭，母親是周巧。1947年，他與母親一同搬到北京:386，後又在香港停留了九個月，之後在十歲時被經商的父親召喚至新加坡生活。
郭寶崑與父親住在高街，最初就讀於公教中學的小學部。然而，因各種原因，他多次在中英文學校之間轉學。1956年就讀南洋華僑中學期間，因當時華文中學生參與政治活動引發學潮，其父親為了政治上的考量，將他轉學至加冷西政府華文中學（今德明政府中學），隨後又將他送往香港。1957年，學潮平息後，他返回新加坡，就讀英文學校巴西班讓中學。郭寶崑在六年間共就讀六所學校。
1955年，14歲的郭寶崑加入了麗的呼聲的華語廣播劇組，擔任廣播員，並參與演出與編寫廣播劇和相聲:12。他在河北與北京的童年時光，使他說得一口帶有北京口音的普通話，這成為他的標誌語音。他曾形容這口音如同「英文中的BBC腔」，對他擔任廣播員大有助益。郭寶崑於1959年完成中學後，憑藉他在廣播方面的經驗與雙語優勢，獲聘為澳洲墨爾本「澳洲廣播電台」的翻譯兼播音員，工作了三年半。
1963年，他進入悉尼的澳洲國立戲劇藝術學院（NIDA），修讀為期兩年的密集戲劇課程，並在Old Tote劇場從事技術劇場相關工作:389。該課程為他奠定了紮實的當代西方戲劇基礎，並使他接觸到西方古典戲劇:137。在NIDA求學期間，他與編舞兼舞者吳麗娟訂婚:390。

## 1965年至1976年的事業與創作
1965年返回新加坡後，郭寶崑與吳麗娟於同年7月1日共同創辦了「實踐表演藝術學校」（英語：Practice Performing Arts School，簡稱PPAS），提供專業的舞蹈與戲劇課程。創校當天也是兩人結婚的日子。當時社會普遍認為華語戲劇長期屬於文化與群眾政治運動的一部分，因此對於收費教授戲劇的做法頗有質疑。多年來，舞蹈部門一直補貼戲劇部的課程。儘管當時專業劇場的概念尚未普及，郭寶崑觀察到，來自各行各業的年輕人仍全心投入戲劇課程，並在完成課程後持續積極參與PPAS的戲劇製作。
1966年，郭寶崑將布萊希特的《高加索灰闌記》翻譯成華語，並製作演出，這是新加坡首次上演的布萊希特作品:391。郭寶崑與吳麗娟的大女兒郭踐紅於1967年出生，次女郭勁紅則於1971年出生。
1960至1970年代的新加坡華語當代劇場深受政治氛圍影響，其根基源自社會運動，加上新加坡獨立後的社會與政治改革動盪，以及國際間越來越激進的政治思潮，使戲劇創作與表演高度政治化。1966年爆發的中國文化大革命對1970年代的新加坡華人產生深遠影響，許多人受其思想所感召，認為藝術、文學與戲劇是鬥爭的武器與社會變革的工具:21。郭寶崑自1960年代末至1970年代中期創作的第一批劇作，也呈現出強烈的政治色彩與對社會議題的批判。其中一部名為《掙扎》（1969）的作品，描寫快速都市重建與外資大量湧入所引發的社會動盪，但該劇因內容敏感而遭官方禁演:391。評論指出，郭早期的劇作常將「好」與「壞」明確對立，前者代表傳統與階級團結，後者象徵剝削性的資本主義者。
1972年，郭寶崑與實踐學校的學生及校友發起「深入生活運動」，親身體驗新加坡與馬來半島勞動群眾的生活。他們的創作理念是：「藝術來自生活。如果沒有第一手、深入了解勞動人民的生活，就難以創作出優秀的藝術作品。」此運動催生了多部以真實勞動者故事為基礎的原創劇作，包括《漁村》。

## 被拘留
華語劇場愈發強烈的力量與政治色彩最終導致1976年大規模的左翼清洗行動，其中包括郭寶崑在內的數百人，在未經審訊的情況下依《內部安全法令》遭拘留。郭寶崑被關押了四年七個月，期間新加坡政府也撤銷了他的公民身份。郭寶崑形容這段拘留經歷是「一種謙卑的時刻」，也是「一次令人清醒的經驗——你被打倒了，你知道自己了解得還不夠」:141。這次事件促使他對自己的觀念與思想進行了深刻的反思與重新評估。1980年，郭寶崑在住所與出境受限的情況下獲釋，並於1981年重返實踐表演藝術學校教授戲劇。1983年，他所受的限制被解除，而他的公民身份則於1992年恢復。

## 1980年後

### 劇作與作品製作
郭寶崑出獄後立即重返劇場，繼續導演、製作與創作戲劇。他的第一部作品是《小白帆》（1982），由他代表14個華語戲劇團體在新加坡藝術節創作並執導，深受華語劇界好評:23。
1984年，郭寶崑草擬了他的首部英文劇作草稿——獨白劇《棺材太大洞太小》（The Coffin is Too Big for the Hole）。他後來將此劇投稿回應新加坡藝術節客座導演徵求本地作家反映新加坡生活的短劇作品。部分入選作品後被整合進演出《舢舨》（Bum Boat）中，雖然《棺材》未被選中，他仍繼續創作並拓展其內容。他也寫了另一部獨白劇《單日不可停車》（No Parking on Odd Days），講述一名新加坡男子面對交通警察罰單的故事。郭寶崑隨後將該劇譯為華語版本，並於1985年由Zou Wen Xue主演演出；之後，他邀請林祺堂演出原版英文劇本，該演出廣受好評，使郭寶崑在新加坡英文劇壇上聲名鵲起。其他作品如《㗝呸店》（Kopitiam）也受到肯定:31。《棺材太大洞太小》此後在新加坡、馬來西亞、香港、中國:31、日本與法國等地多次改編與演出，成為其最具代表性的劇作之一。
2015年，《寻找小猫的妈妈》（Mama Looking For Her Cat）被《商業時報》評選為新加坡建國50年來最傑出的劇作之一，與吴宝星、张泰洋與亞非言等人的作品並列。

## 郭寶崑創辦／共同創辦的機構

### 實踐表演藝術學校（PPAS）（1965年）
實踐表演藝術學校原名「新加坡表演藝術學校」，由郭寶崑與吳麗娟共同創辦，旨在整合舞蹈、戲劇與音樂訓練，推動創意表演與藝術教育之間的互補與融合:390。郭寶崑擔任該校校長，直至2002年去世。實踐表演藝術學校在培養本地藝術人才方面扮演了重要角色，許多學生曾在郭寶崑指導下成長與發展。知名校友包括：
- 劇作家暨文化獎得主韩劳达，他於1970年參加了PPAS第八期戲劇課程；
- W!LDRICE藝術總監王愛仁（英语：Ivan Heng）及「必要劇場（英语：The Necessary Stage）」藝術總監陈崇敬（英语：Alvin Tan (director)），兩人皆參加過學校的第三期導演工作坊；
- 「剧艺工作坊（英语：TheatreWorks (Singapore)）」藝術總監、1993年新加坡國家藝術理事會青年藝術家獎得主王景生（英语：Ong Keng Sen），曾於1986年參加第二期導演工作坊[13]。

### 實踐劇場（1986年）
1986年，郭寶崑正式創立了「實踐劇場」公司，當時以雙語、半職業化的「Practice Theatre Ensemble」（意译：實踐劇藝實驗劇團，简称PTE）形式運作，其構想最早可追溯至1967年與Lim Kim Hiong共同擬定的計畫:395。該劇團於1997年更名為「實踐劇場」。郭寶崑自創立起一直擔任藝術總監，直至2002年辭世。郭寶崑在實踐劇場的運作中培養了不少新加坡人才，包括老牛劇場（英語：Theatre Ox）的Ang Gey Pin，以及Verena Tay和Cindy Sim等人。

### 电力站（1990年）
1990年，郭寶崑將亞米尼亞街上一座廢棄的公用事業局發電站改建為藝術空間，創立了「电力站」，旨在培育本地藝術家，並作為社區資助、非營利的藝術中心，舉辦工作坊、音樂會、講座與展覽。郭寶崑於1985年首次參觀該建築，並在建築師鄭慶順（英語：Tay Kheng Soon）的建議下，向新加坡政府提出設立藝術中心的計畫書，最終獲得批准。他親自監督建築內部的設計與翻修工作。1989年，他與Tan Beng Luan組成籌備團隊，將該藝術空間定名為「电力站藝術之家」（英語：The Substation – A Home for the Arts），並於1990年正式開幕時出任藝術總監，直到1995年辭職，以專注於戲劇創作與導演工作:395。同時，他也表示希望將更多精力投入實踐表演藝術學校與實踐劇藝實驗劇團的發展。

在郭寶崑的領導下，电力站於1990年代定位為跨領域、多元文化並具有實驗性的藝術空間，尤其致力於發展前衛與創新藝術。它也為資源有限、難以在其他地方發表作品的年輕藝術家提供了展示平台。儘管初期有批評認為該場館的作品不夠成熟、過度推廣「搖滾文化」、甚至質疑郭寶崑「過於寬容地接受各種形式的創作皆為藝術」，郭寶崑始終堅持他的理念。他曾說：
“重點在於過程，而非最終成果。我不在乎成品是否完美。否則，這些正在萌芽的年輕人才在哪裡找到屬於自己的空間？”
正是在电力站的實踐中，郭寶崑說出了他著名的話：
“电力站不逃避失敗，反而以失敗為養分……因為有價值的失敗，遠比平庸的成功更重要。”

### 劇場訓練與研究課程（TTRP）（2000年）
大專級的「劇場訓練與研究課程」（簡稱 TTRP）設址於密驼路，由郭寶崑與沙士德兰於2000年共同創立。此前，由於資金短缺，郭寶崑一度考慮關閉實踐表演藝術學校。當他將此事告知學校的兩位支持者——創新科技創辦人沈望傅與李氏基金時，兩者皆給予經濟援助。沈望傅（郭寶崑在1970年代認識他，沈望傅當時在實踐表演藝術學校學習音樂）捐贈了新幣200萬元，並提供創新科技總部約12,000平方英尺（約1,100平方米）的空間，作為TTRP的首個辦學場地。李氏基金會則捐贈了新幣40萬元。
郭寶崑一直擔任該課程的聯合主任，直到他於2002年逝世。2005年6月，劇場訓練與研究課程從創新科技位於裕廊工業園區的總部遷至現址。
劇場訓練與研究課程是郭寶崑多年來積累的戲劇理念與訓練方法的結晶，其目的是建立一套根植於亞洲多元古典表演傳統的戲劇訓練系統。課程內容涵蓋中國、日本、印度、印尼的傳統戲劇與當代表演藝術，並融合了郭寶崑一生在戲劇教育上的實踐與理想:200。劇場訓練與研究課程的三年制課程包含表演、劇場理論、以及跨語言與文化合作的實務訓練。課程設計包括表演方法、動作訓練、聲音與語音、太極、冥想與傳統劇場沉浸課程。教學團隊由本地與海外專家組成，包括能剧大師觀世榮夫與Ma Huitian等人。畢業生當中包括知名女演員楊雁雁與Leanne Ong Teck Lian。

### 位於艺岭的跨文化劇場學院（ITI）（2013年）
「劇場訓練與研究課程」於2013年更名為「跨文化戏剧学院」（簡稱 ITI），校址設於威基路上段（英語：Upper Wilkie Road）。該學院作為一所獨立的現代藝術劇場學校，其宗旨是成為一項在劇場訓練、社會與文化交流，以及人文理解方面獨特且前所未有的教育實踐。

## 國際交流與影響力
郭寶崑曾與許多藝術界傑出人士會面，並邀請他們來新加坡參與他所舉辦的戲劇營、研討會與工作坊。1990年代初期，他邀請余秋雨與任寶賢擔任實踐表演藝術學校的客座講師，並從香港邀請Wong May加入實踐劇場擔任駐團導演:398。除了積極促進東北亞與東南亞新劇場之間的創作交流，郭寶崑也多次應邀出訪美國、中國、德國、法國、日本與韓國等國，參與國際會議並發表論文、主題演講，及擔任劇場與戲劇機構的評審:407。他亦與來自台灣、香港與中國大陸的導演與藝術家合作創作，包括賴聲川、Li Jiayao:398–399與John Saltzer:52。
郭寶崑的劇作已被翻譯成德語、日語、印地語、馬來語、泰米爾語與法語。自1980年代起，其作品已於亞洲各地（如香港、馬來西亞與中國）以及澳洲、美國、歐洲、非洲與中東地區演出。
2000年，東京亞洲藝術節為郭寶崑舉辦了一場致敬活動，演出三部其代表劇作。這些劇作分別由不同國籍的導演與表演者，以各自語言詮釋：《棺材太大洞太小》由印尼導演Putu Wijaya執導，並由印尼實驗劇團Teater Mandiri演出；《老九》由印度導演Anuradha Kapur執導，並由Dishantar劇團演出；《傻姑娘與怪老樹》則由日本導演佐藤真執導，由日本劇團Black Tent Theatre演出:196。
2015年，在法國舉辦的新加坡藝術節期間，《棺材太大洞太小》成為首部以法語演出的新加坡劇作，與官星波的《娘惹艾美丽》（英語：Emily of Emerald Hill）同台演出，後者由馬克·高柏翻譯與執導。

## 逝世
郭寶崑在生命的最後幾年，將大部分精力投入於「剧场训练与研究课程」（英語：Theatre Training & Research Programme，簡稱TTRP）:200。他於2001年7月被診斷出患有腎癌，並於2002年9月10日因腎癌與肝癌辭世，享年63歲。他身後遺有妻子吳麗娟與兩位女兒。吳麗娟目前擔任剧场训练与研究课程的藝術顧問，而長女郭踐紅則擔任該計劃的藝術總監。